# Bitwa nad Kagułem
Bitwa nad Kagułem – starcie zbrojne, które miało miejsce 1 sierpnia 1770 podczas wojny rosyjsko-tureckiej (1768-1774).
Bitwa nad rzeką Kaguł (lewym dopływem Dunaju) koło miejscowości Vulcănești (obecnie Mołdawia) była najważniejszą bitwą w tej wojnie i jedną z największych bitew XVIII wieku, w której Piotr Rumiancew odniósł zdecydowane zwycięstwo nad znacznie silniejszą armią turecką.
Armia turecka dowodzona przez wielkiego wezyra Halil-beja (50 000 piechoty, 100 000 jazdy, 180 dział) zajmowała mocną pozycję na wschodnim brzegu Kagułu. Ponadto w odległości 20 km stały wojska Tatarów krymskich liczące do 80 000 ludzi i zagrażające tyłom armii rosyjskiej. Wódz turecki zamierzał zaatakować armię rosyjską Rumiancewa (33 000 piechoty, 5 000 jazdy, 118 dział), spodziewając się łatwego zwycięstwa nad znacznie mniej licznym przeciwnikiem. 
Dla zabezpieczenia tyłów Rumiancew wydzielił 11-tysięczny oddział, a z pozostałymi siłami 27 tys. żołnierzy i 118 dział, ubiegł Turków i w nocy na 1 sierpnia 1770 wyruszył w stronę ich pozycji. Armię swą uszykował w 5 czworoboków piechoty, pomiędzy którymi rozmieszczona była jazda. Czworobokami atakował armię turecką z frontu, ze skrzydeł i z tyłu. Wobec zbliżających się Rosjan ok. 5 rano Turcy rzucili do natarcia swą jazdę. Po trzech godzinach walk ich jazda została odparta, głównie wskutek ognia artylerii i piechoty. Po dalszej wymianie ognia artyleryjskiego Rosjanie ruszyli do natarcia na obóz turecki. Po ich odparciu z kolei Turcy wykonali kontruderzenie, wdzierając się w rosyjski czworobok prawego skrzydła. Trudną sytuację uratowała szarża jazdy rosyjskiej i janczarzy zostali odrzuceni do własnego obozu. Wykorzystując powodzenie, Rosjanie natychmiast ruszyli do generalnego natarcia, przełamując turecką obronę. Armia turecka rzuciła się do ucieczki. 
Turcy stracili około 20 000 zabitych i rannych oraz 140 dział, Rosjanie natomiast 1 500 zabitych i rannych. 3 sierpnia Rumiancew dopadł uciekających Turków na przeprawie przez Dunaj, zadając im dalsze poważne straty (ze zdobyciem m.in. 30 armat i taborów) i powodując ich bezładną ucieczkę.
W wyniku tego zwycięstwa Rosjanie opanowali wszystkie pobliskie twierdze – Izmaił, Kilię, Białogród, Braiłę, Isacceę oraz Bendery. Później zostały zdobyte także Jassy i Bukareszt.
W bitwie nad Kagułem będącej przykładem rozgromienia przeważających sił przeciwnika, Rumiancew zastosował nowatorską taktykę manewru i natarcia współdziałającymi samodzielnymi oddziałami. Dla upamiętnienia zwycięstwa Katarzyna II nakazała wystawienie w Carskim Siole okolicznościowego obelisku. Władca Prus Fryderyk Wielki przesłał list gratulacyjny, porównując rosyjskie zwycięstwo do czynów starożytnych Rzymian.